# بول فريير
بول فريير (مواليد 26 يوليو 1979 في بيتوم - بولندا) لاعب كرة قدم ألماني يلعب حاليا لصالح نادي الدرجة الأولى بوخوم الألماني منذ 2008 في مركز الوسط الأيمن .

## مسيرته الكروية
لعب بول فريير خلال مسيرته الاحترافية مع 3 أندية في سبعة عشر موسمًا وسجل خلالها 58 هدفًا ضمن 440 مباراة. ولم يفز بأي موسم بالكأس أو بالدوري.
خاض بول فريير مسيرته مع VfL Bochum II ‏ في موسم 1998–99 ولمدة موسمين، مشاركًا في 62 مباراة سجل خلالها 17 هدفًا. ثم انتقل إلى نادي بوخوم في موسم 1999–00 في المرة الأولى ليلعب معه خمسة مواسم ثم في موسم 2008–09 ليلعب معه ستة مواسم، حيث شارك طوالها في 266 مباراة سجل خلالها 24 هدفًا. لينتقل بعدها إلى نادي باير 04 ليفركوزن في موسم 2004–05 ليلعب معه أربعة مواسم، مشاركًا في 112 مباراة سجل خلالها 17 هدفًا.

## روابط خارجية
- بول فريير على موقع الاتحاد الأوربي (الإنجليزية)
- بول فريير على موقع قاعدة بيانات كرة القدم.إي يو (الإنجليزية)
- بول فريير على موقع بيانات كرة القدم. دي إي (الألمانية)
- بول فريير على موقع ناشيونال فوتبول تيمز (الإنجليزية)
- بول فريير على موقع عالم كرة القدم.نت (الإنجليزية)
- بول فريير على موقع كووورة